# いのちの歌
「いのちの歌」（いのちのうた）は、茉奈 佳奈の4枚目のシングル。作詞は竹内まりや（Miyabi名義）、作曲は村松崇継。2009年2月18日にNAYUTAWAVE RECORDSから発売された。

## 解説
- 三倉茉奈と三倉佳奈のダブル主演で2008年度下半期（2008年10月 - 2009年3月）に放送されたNHK連続テレビ小説『だんだん』の劇中歌。
- 2曲目には「feat. シジミジル」として劇中のユニット・シジミジル（三倉茉奈、三倉佳奈、東島悠起、久保山知洋）によるアコースティック版の演奏を収録、また2枚組の初回限定盤には「いのちの歌」ミュージック・ビデオを収録している。
- 2009年2月28日にはNHK出版より、デュエット＆ピアノのための楽譜とピアノソロのための楽譜で構成された『NHK連続テレビ小説「だんだん」オリジナル楽譜シリーズ いのちの歌』も発売された。
- 2009年2月18日に発売された作曲の村松崇継のオリジナルアルバム『Piano Sings』にはピアノソロ版の演奏が収録され、同3月6日にヤマハミュージックメディアよりピアノ譜『Piano Sings』も発売された。
- 「いのちの歌」のピアノ譜は2012年12月22日発売の楽譜集『ピアノソロ 村松崇継 Best Selection 〜『だんだん』『大奥』ほか〜』にも収録されている。
- 「人と人との出会い、縁、そして共に生きていくことの尊さ」を歌った本曲は、ドラマ放送後の2009年春ころより結婚式や卒業式にて歌われる楽曲となっている[1][2]。
- 音楽会で歌ったりする

## 制作
- 三倉茉奈、三倉佳奈らによる連続テレビ小説『だんだん』劇中の音楽ユニット「シジミジル」が作った唯一のオリジナルソングという設定で制作され、2009年1月24日に放送された第96回で初めて劇中で登場した。
- 作曲はドラマ全体の音楽も担当した作曲家・ピアニストの村松崇継。「いのちの歌」の原曲となるメロディーはもともと「母なる宍道湖」のタイトルでNHK連続テレビ小説『だんだん』の歌詞のない劇中曲として作曲されドラマ映像の背景にたびたび流れており、『NHK連続テレビ小説「だんだん」オリジナル・サウンドトラック』にもインストゥルメンタル版とピアノソロ版の2曲が収録されている。
- ロケ地の出雲大社や宍道湖を巡り、夏から秋へと移ろう夕映えの湖の光景を目にした際に旋律が浮かんできたという[3]。
- 鈴木砂羽演じる育ての母・嘉子が18年間愛情を込めて育てた娘・めぐみ（三倉茉奈）を大学進学に伴って京都の産みの母・真喜子（石田ひかり）のもとへと快く送り出す、その辛く複雑な心情をイメージしながら、そんな嘉子のことを救ってあげたいという思いを込めて生み出されたメロディーとのことである。[4]
- 作詞はドラマの主題歌「縁の糸」及び劇中のナレーションを担当した竹内まりや。「シジミジル」が作った唯一のオリジナルソングという設定のため、竹内による作詞である事実は伏せられ、Miyabiのペンネームにより詞を提供した。
- Miyabi＝竹内まりやの事実はドラマ収録中三倉茉奈、三倉佳奈に対しても伏せられており、ドラマクランクアップ後の打ち上げパーティーの席上で竹内自身により初めて告げられた[5]。
- また、2010年12月に開催された竹内まりやのライブ『souvenir again』のアンコールで竹内のピアノ弾き語りによって「いのちの歌」が演奏され、あわせてこの事実が初めて一般に明かされた[6]。

## 収録曲

### CD収録曲
1. いのちの歌
作詞：Miyabi／作曲：村松崇継／編曲：前嶋康明
  - NHK連続テレビ小説『だんだん』 劇中曲
  - 日本テレビ『歌スタ!!』 オープニングテーマ (2009年8月)
2. いのちの歌 feat.シジミジル
3. 白い色は恋人の色 feat.シジミジル
作詞：北山修／作曲：加藤和彦／編曲：シジミジル・新谷豊
  - ベッツィ&クリスのシングルのカバー
4. いのちの歌 Backing Track

### DVD収録曲（初回盤のみ）
1. いのちの歌（ミュージックビデオ）

## 収録アルバム
1. Sweet Home
2. アイのうた〜東日本大震災チャリティ・アルバム
3. Mariya's Songbook

## 竹内まりやによるセルフ・カバー
竹内まりやの39枚目のシングル。セルフカバーとして、2012年1月25日にワーナーミュージック・ジャパンよりリリースされた。

### 解説
- NHK BSプレミアムにて放送されたドキュメンタリー・ドラマ『開拓者たち』主題歌。カップリングには、2011年にコーセー「グランデーヌ ルクサージュ」のCMソングとして書き下ろされた「輝く女性（ひと）よ!」を収録[8]。
- 初回盤にはボーナストラックとして作曲の村松崇継のピアノ伴奏によるピアノ＆ボーカル・バージョンを収録、あわせて「いのちの歌 ピアノ譜」が特典として封入されている。
- 録音には作編曲の村松崇継がピアノで、三倉茉奈と三倉佳奈がコーラスで参加している。
- 特設サイトより投稿された写真をスライドショーとして用いてミュージック・ビデオが制作された。
- 2016年に公開された黒木瞳初監督映画『嫌な女』の主題歌[9]、日本の絶景を8年がかりで撮影し2018年に公開された映画『ピース・ニッポン』の劇中歌に採用された[10]。
- CDジャケットに使用されている絵は、原田泰治の作品『田植えの子供たち』[11]。

### 収録曲
1. いのちの歌
作詞：Miyabi／作曲・編曲：村松崇継
  - NHK BSプレミアム ドキュメンタリードラマ『開拓者たち』 主題歌。
  - 映画『嫌な女』主題歌[9]。
  - 映画『ピース・ニッポン』劇中歌[10]。
2. 輝く女性（ひと）よ!　
作詞・作曲：竹内まりや／編曲：山下達郎
  - コーセー「グランデーヌ ルクサージュ」 CMソング。
3. いのちの歌（ピアノ ＆ ボーカル・バージョン）
ボーナストラック（初回盤のみ）
4. いのちの歌（オリジナル・カラオケ）
5. 輝く女性（ひと）よ!（オリジナル・カラオケ）

### スペシャル・エディション
- 竹内まりやが2019年12月31日の『第70回NHK紅白歌合戦』の特別企画コーナー「未来へつなぐ命のメッセージ」に出場し本楽曲のスペシャルパフォーマンスを披露したのに合わせ[13][14]、『いのちの歌 （スペシャル・エディション）』と題し、既発シングルの初回限定盤にライブ・ドキュメンタリー映画『souvenir the movie 〜Mariya Takeuchi Theater Live〜』より「人生の扉」のライブ映像を収録したDVDを付属して、2枚組の完全生産限定盤として翌2020年1月1日に再リリースされた[15]。
- 2020年1月7日に発表された1月13日付「オリコン週間シングルランキング」にて週間売上0.7万枚で第1位を獲得。竹内の「64歳10か月」での第1位獲得は桑田佳祐が前年1月14日付ランキングにて「レッツゴーボウリング」により記録した「62歳11か月」を上回り、「シングル1位歴代最年長記録」の歴代1位となった。
- また「カムフラージュ/Winter Lovers」で1998年11月30日付で第1位を獲得して以来「21年1か月ぶり」となる第1位の獲得は、松任谷由実が1993年8月9日付ランキングにて「真夏の夜の夢」で記録した「17年7か月ぶり」を更新して、「同一名義によるシングル1位インターバル記録」においても歴代1位となった[16][17]。

### 関連番組
- 竹内まりや Music&Life 特別編「いのちの歌の物語」（2020年3月24日 22:50 - 23:20、NHK総合）[18][19]

### 収録アルバム
1. TRAD
2. Turntable

## 村松崇継によるカバーシングル
- 作曲家の村松崇継によるセルフカバーバージョン。村松のシンガーソングライターとしてのデビューシングルとして、2018年6月4日にClimbing Recordsより配信リリースされた[20]。
- 2018年8月22日発売のアルバム『青き海辺のカタルシス』に収録[21]。

### 収録曲
1. いのちの歌
作詞：Miyabi／作曲・編曲：村松崇継

### 収録アルバム
1. 青き海辺のカタルシス

## その他のカバー
- 小野リサ（2013年、アルバム『Japão2』）
- チェン・ミン（二胡）（2013年、アルバム『オマージュ〜歌姫たちに捧ぐ〜』） - NHK Eテレ『テレビで中国語』エンディングテーマ（2015年）
- SUPER JUNIOR（2013年、Blu-ray/DVD『SUPER JUNIOR WORLD TOUR SUPER SHOW5 in JAPAN 』）
- IL DEVU（イル・デーヴ）（2015年、アルバム『NUKUMORI』）
- 岡本知高（2016年、アルバム『春なのに〜想歌』）
- 辛島美登里（2017年、アルバム『Cashmere』）
- 樋口達哉（テノール）（2017年、アルバム『あこがれ Ti adoro』）
- 山田姉妹（2018年、アルバム『ふたつでひとつ 〜心を繋ぐ、歌を継ぐ』）
- 陸上自衛隊中部方面音楽隊（ソプラノ：鶫真衣）（2018年、アルバム『いのちの音』）
- 小片リサ（2021年、カバーアルバム『bon voyage!〜 risa covers 〜』）
- 夏川りみ（2021年、カバーアルバム『あかり』）